# Edin Terzić
Edin Terzić (Menden, 30 ottobre 1982) è un allenatore di calcio ed ex calciatore tedesco di origini bosniache, di ruolo attaccante.

## Biografia
È nato a Menden, nella Germania Ovest, da una famiglia di operai provenienti dalla Jugoslavia. Di madre croata e padre bosgnacco, possiede la cittadinanza croata. Ha un fratello maggiore, Alen, che lavora come scout per il Borussia Dortmund.
Ha dichiarato di essere tifoso del Borussia Dortmund.

## Carriera

### Giocatore
Nella sua breve carriera da calciatore, in cui ricopriva il ruolo di attaccante, ha militato solamente in club di categorie minori come la Fußball-Regionalliga, la quarta divisione del campionato tedesco di calcio, indossando le maglie dell'Iserlohn, Westfalia Herne, Wattenscheid 09 e Cloppenburg.

### Allenatore

#### Gli inizi
Dal 2010 al 2013 ha lavorato come talent scout nelle giovanili del Borussia Dortmund, collaborando con l'allenatore della prima squadra Jürgen Klopp. Successivamente è stato assistente di Slaven Bilić al Beşiktaş dal 2013 al 2015 e al West Ham Utd dal 2015 al 2017.

#### Borussia Dortmund
Nel 2018 ha conseguito la licenza di allenatore pro della UEFA. Tornato al Borussia Dortmund nello stesso anno, assume il ruolo di vice del tecnico Lucien Favre. Il 9 febbraio 2019 ha assunto la guida temporanea della prima squadra insieme al collega Manfred Stefes per la partita della Bundesliga contro l'Hoffenheim, essendo Favre impossibilitato a prendervi parte a causa di un malanno.
Il 13 dicembre 2020 viene nominato tecnico del Borussia Dortmund fino alla fine della stagione dopo l'esonero di Favre, avvenuto all'indomani della sconfitta casalinga per 1-5 contro lo Stoccarda. Termina la stagione al 3º posto in Bundesliga e vince la Coppa di Germania, battendo in finale l'RB Lipsia per 4-1. Nonostante tale risultato, la dirigenza giallonera decide di rimpiazzarlo con Marco Rose. Rimane nel club come direttore tecnico.
Il 23 maggio 2022, dopo la separazione anzitempo tra Rose e il club, viene nuovamente nominato allenatore della prima squadra, firmando un contratto fino al 2025. Alla sua prima stagione porta la squadra a lottare per la vittoria del campionato terminando al 2º posto a pari punti con il Bayern Monaco. In Champions invece esce agli ottavi per mano del Chelsea mentre in Coppa di Germania viene eliminato dal Lipsia ai quarti. La stagione seguente invece in Champions arriva fino in finale perdendola contro il Real Madrid (2-0) mentre in campionato arriva 5º e in Coppa esce agli ottavi per mano dello Stoccarda. Il 13 giugno 2024 annuncia le proprie dimissioni.

## Statistiche

### Statistiche da allenatore
Statistiche aggiornate al 18 maggio 2024. In grassetto le competizioni vinte.
| Stagione        | Squadra           | Campionato      | Campionato | Campionato | Campionato | Campionato | Coppe nazionali | Coppe nazionali | Coppe nazionali | Coppe nazionali | Coppe nazionali | Coppe continentali | Coppe continentali | Coppe continentali | Coppe continentali | Coppe continentali | Altre coppe | Altre coppe | Altre coppe | Altre coppe | Altre coppe | Totale | Totale | Totale | Totale | % Vittorie | Piazzamento |
| Stagione        | Squadra           | Comp            | G          | V          | N          | P          | Comp            | G               | V               | N               | P               | Comp               | G                  | V                  | N                  | P                  | Comp        | G           | V           | N           | P           | G      | V      | N      | P      | %          | Piazzamento |
| --------------- | ----------------- | --------------- | ---------- | ---------- | ---------- | ---------- | --------------- | --------------- | --------------- | --------------- | --------------- | ------------------ | ------------------ | ------------------ | ------------------ | ------------------ | ----------- | ----------- | ----------- | ----------- | ----------- | ------ | ------ | ------ | ------ | ---------- | ----------- |
| dic. 2020-2021  | Borussia Dortmund | BL              | 23         | 14         | 3          | 6          | CG              | 5               | 5               | 0               | 0               | UCL                | 4                  | 1                  | 1                  | 2                  | -           | -           | -           | -           | -           | 32     | 20     | 4      | 8      | 62,50      | Sub. 3º     |
| 2022-2023       | Borussia Dortmund | BL              | 34         | 22         | 5          | 7          | CG              | 4               | 3               | 0               | 1               | UCL                | 8                  | 3                  | 3                  | 2                  | -           | -           | -           | -           | -           | 46     | 28     | 8      | 10     | 60,87      | 2º          |
| 2023-2024       | Borussia Dortmund | BL              | 34         | 18         | 9          | 7          | CG              | 3               | 2               | 0               | 1               | UCL                | 13                 | 7                  | 3                  | 3                  | -           | -           | -           | -           | -           | 50     | 27     | 12     | 11     | 54,00      | 5º          |
| Totale carriera | Totale carriera   | Totale carriera | 91         | 54         | 17         | 20         |                 | 12              | 10              | 0               | 2               |                    | 25                 | 11                 | 7                  | 7                  |             | -           | -           | -           | -           | 128    | 75     | 24     | 29     | 58,59      |             |

## Palmarès

### Allenatore

#### Club

##### Competizioni nazionali
- Coppa di Germania: 1

Borussia Dortmund: 2020-2021